# A Leaf from the Past
A Leaf from the Past è un cortometraggio muto del 1914 diretto da Lloyd B. Carleton. Basato su un soggetto di Shannon Fife, fu interpretato da Edwin Barbour, Ormi Hawley, Lila Leslie.

## Produzione
Il film fu prodotto dalla Lubin Manufacturing Company.

## Distribuzione
Distribuito dalla General Film Company, il film - un cortometraggio in due bobine - uscì nelle sale cinematografiche USA il 21 maggio 1914.